# Тулизма
Тулизма — село (аул) в Лакском районе Дагестана. Входит в состав сельского поселения «Сельсовет „Шовкринский“».

## География
Село расположено на левом берегу реки Казикумухское Койсу (бассейн реки Каракойсу), в 7 км к югу от районного центра — села Кумух.

## Население
| 1895 | 1926 | 1939 | 1970 | 1989 | 2002 | 2010 |
| ---- | ---- | ---- | ---- | ---- | ---- | ---- |
| 332  | ↘202 | ↗232 | ↘75  | ↘35  | ↗55  | ↗67  |
| 2021 |      |      |      |      |      |      |
| ↗93  |      |      |      |      |      |      |